# Onthophagus sidama
Onthophagus sidama là một loài bọ cánh cứng trong họ Bọ hung (Scarabaeidae).